# Fransk-ryska alliansen
Fransk-ryska alliansen, ibland även dubbelalliansen, var en politisk och militär allians mellan Frankrike och Ryssland som ingicks slutligen 1894. Alliansen växte gradvis fram från de första kontakterna 1891 till ett slutgiltigt, hemligt, avtal 1894. Relationen och alliansen mellan länderna kom att utgöra en av de stora utrikespolitiska fundamenten bland stormakterna fram till och under första världskriget.
Fram till det sena 1880-talet var Frankrike relativt isolerat i sina internationella relationer till de övriga europeiska stormakterna. En anledning var konflikter över kolonier, framför allt med Italien och Storbritannien. Frankrikes roll som representant för revolutionen och republikanism bidrog också till landets isolering, då både revolution och republik skyddes av många samtida stater och makthavare. Särskilt avogt inställda var Tsarryssland, som tillsammans med Tyskland och Österrike-Ungern 1873 och 1881 bildade en konservativ allians i form av trekejsarförbundet.
Det hemliga återförsäkringstraktatet mellan Ryssland och Tyskland undertecknades dessutom 1887, i ett försök från rikskansler Otto von Bismarck att fortsätta engagera Ryssland i alliansen. Ekonomiska oenigheter om tariffer och Tysklands beslut om att inte tillåta rysk statlig upplåning på den tyska marknaden ledde till att alliansen försvagades och löpte slutligen ut 1890, sedan Bismarck lämnat posten som rikskansler.
En motiverande faktor till den fransk-ryska alliansen var att Frankrike å sin sida ville ha skydd mot Tyskland i händelse av krig, medan Ryssland främst ville försvara sig mot Österrike-Ungern. Frankrike och Ryssland började sakta att närma sig varandra från 1890 och fram till 1894. I augusti 1891 avtalade de preliminärt om att länderna skulle rådfråga varandra ifall någon stat visade aggressiva tendenser mot någon av dem. Året därpå, 1892, stärktes förhållandet genom en militär konvention.